# Gélada
Theropithecus gelada · Singe-lion
Pour les articles homonymes, voir Singe-lion.
Espèce
Statut de conservation UICN

 LC  : Préoccupation mineure
Statut CITES
Répartition géographique
Le Gélada (Theropithecus gelada) est un primate de la famille des cercopithécidés et seule espèce vivante du genre Theropithecus.
Ce grand singe ressemble au babouin et vit sur les hauts plateaux d'Érythrée et en Éthiopie. Le gélada est aussi grand que beaucoup de babouins, il a une face allongée et il est sujet au même dimorphisme sexuel. Il est également apparenté aux mangabeys et aux macaques. La face allongée caractéristique très voyante chez les babouins est différente chez le gélada.

## Étymologie et dénominations
L'espèce est également appelée Singe-lion.

## Description

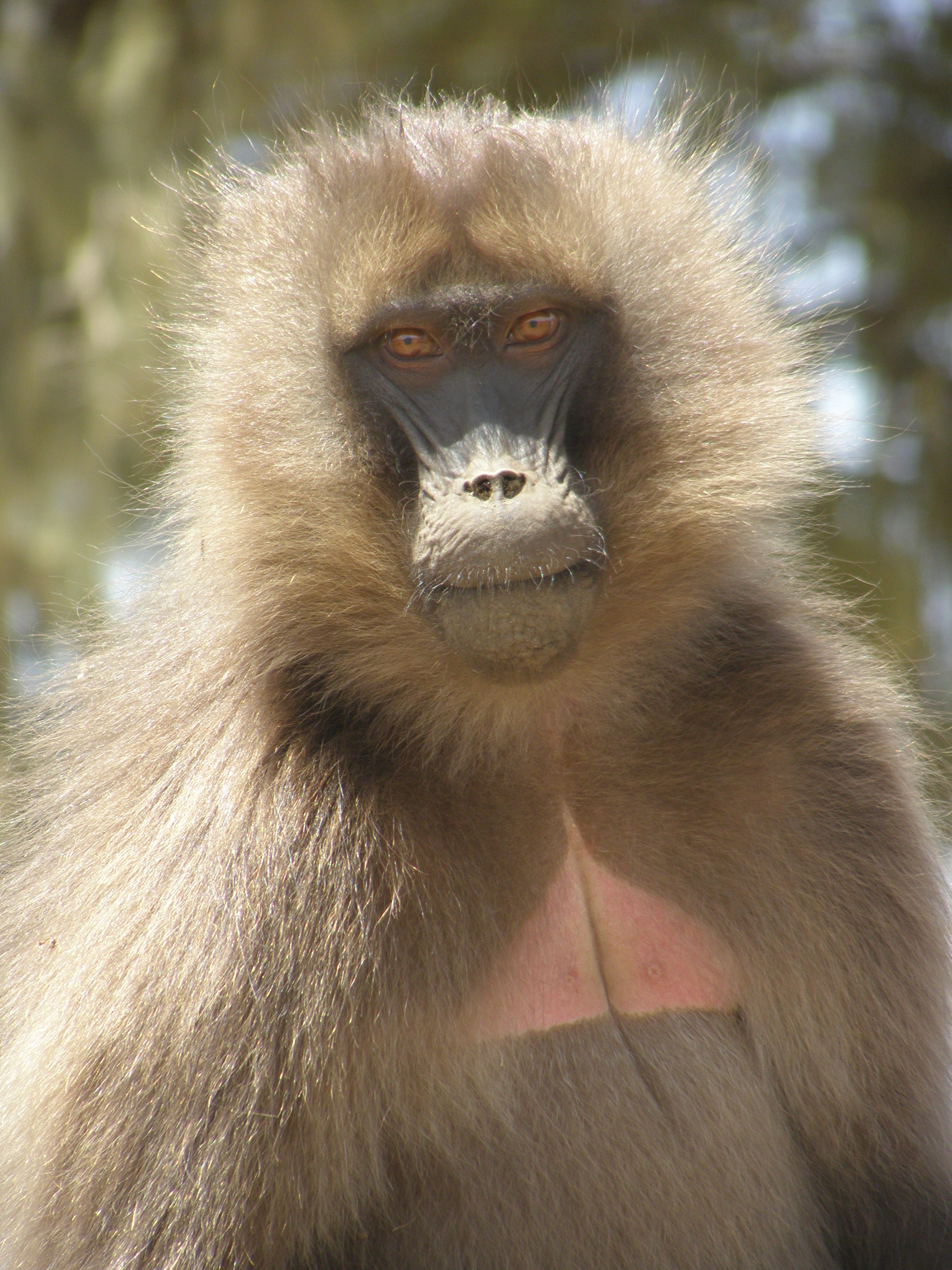
Sentinelle gélada

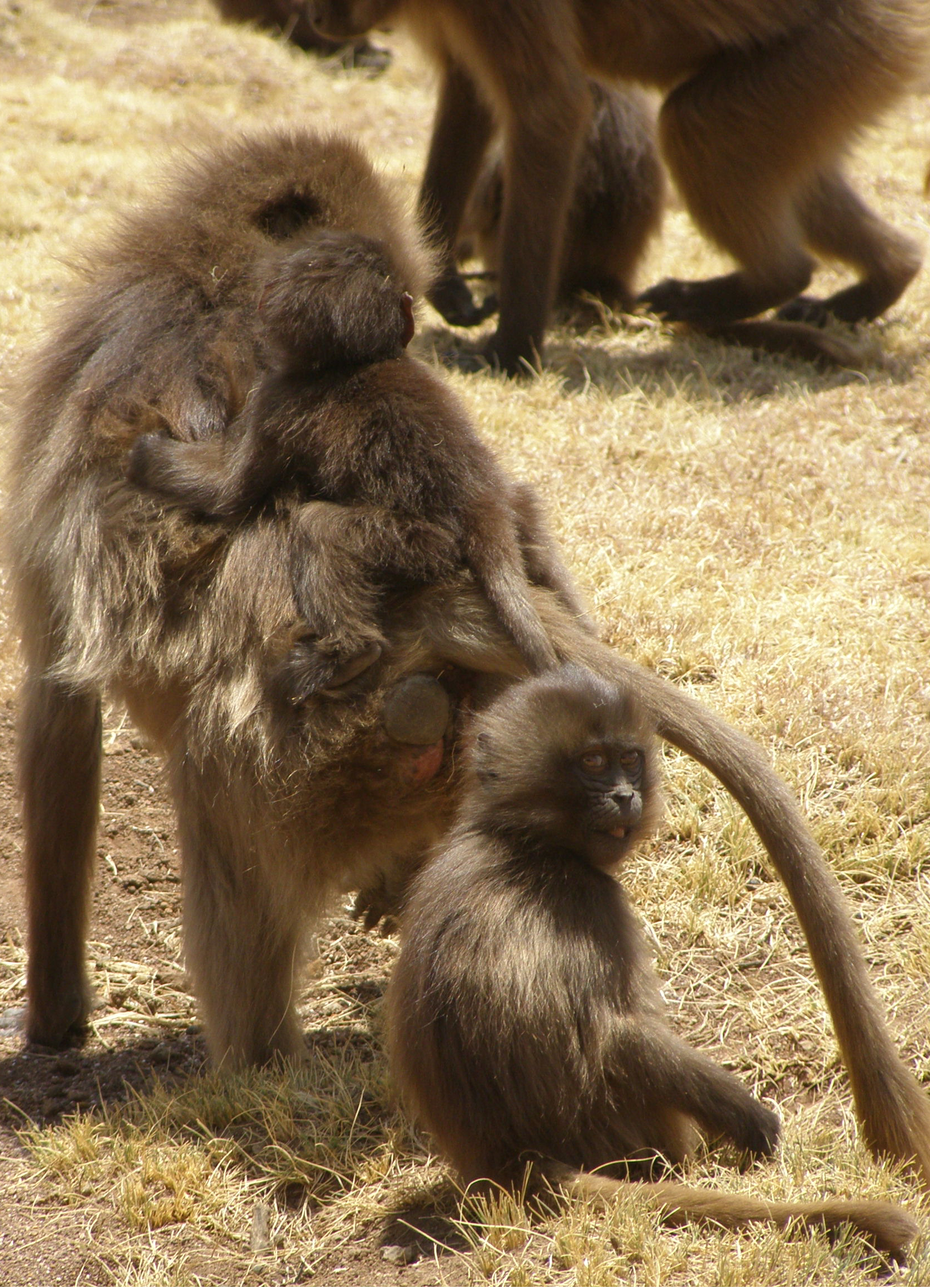
Femelle et petits

Au lieu d'être prolongée en un long museau étroit avec les narines au bout, la face du gélada est profonde avec des mâchoires massives et un nez légèrement camus et non situé à l'extrémité de son épais museau carré. La face porte des sillons des deux côtés du museau. La coloration de la fourrure varie entre le jaune et le brun, avec des taches roses de peau nue se rejoignant au milieu de la poitrine, faisant penser à un sablier. Sa partie charnue est nue et rose, sa taille et sa couleur varient en fonction de ses conditions sexuelles.
Autour de la tache de la poitrine, la femelle porte un collier de protubérances comme des verrues ; en plein œstrus, ces protubérances deviennent très proéminentes et la tache vire au rouge vif ; on parle alors d'un cœur-de-Jeannette. Cet indicateur du cycle remplace le gonflement périnéal des babouins.

## Écologie et comportement

### Régime alimentaire
Cet animal se nourrit principalement de graminées, de brins d'herbe et de jeunes pousses ; assis, il les amasse dans sa main jusqu'à ce qu'il en ait une certaine quantité qu'il porte alors dans sa bouche.
Il a les pouces opposables les mieux développés (les plus opposables) parmi les singes de l'Ancien Monde, qui lui permettent d'arracher les herbes avec une grande dextérité pour trouver les parties nutritives. Il est aussi connu pour manger des fruits à l'occasion. Lorsque la verdure ou les graines manquent, les singes creusent la terre de leurs ongles puissants pour en extraire des racines. Parfois quand la végétation diminue, ils mangent de petits invertébrés (sauterelles, criquets et grillons).

### Vie sociale et reproduction
Le gélada vit dans des harems (en) polygynes (petits groupes comportant un mâle, plusieurs femelles et leur progéniture). C'est sur la vigilance et l'agressivité du mâle gélada que repose la sécurité du harem. Il se dépense beaucoup pour conquérir un pouvoir aussi fragile qu'épuisant, alors que les femelles s'attachent surtout à leurs petits. Très liées entre elles, elles quitteront leur vieux chef pour un jeune.
Ces petites bandes se rassemblent souvent pour se nourrir, créant des groupes de plus de 350 singes. Dans des lieux particulièrement pourvoyeurs de nourriture, des groupes de plus de 670 individus ont été observés.
La vie sociale des géladas est un spectacle qui met en scène la compétition entre mâles. La mimique menaçante d'un courtisan dominé exprime, en fait, sa terreur devant une attaque du « caïd ». Pour accrocher le regard des mâles, les femelles en chaleur arborent un insolite collier de perles charnues.
Chaque femelle a un mâle favorisé qui vit à son côté et ils s'accouplent à la saison de la reproduction. Les mâles doivent se battre entre eux pour que leur position vis-à-vis de la femelle soit conservée.

## Répartition géographique et habitat
Le theropithecus gelada n'a pas toujours été confiné aux plateaux éthiopiens ou érythréens. Il y a plus de 100 000 ans, on en rencontrait dans toutes les savanes d'Afrique, de la côte algérienne à l'Afrique du Sud. Ils vivaient dans les savanes de basse ou haute altitude. Puis, entre −100 000 et −50 000 ans, les premiers hommes envahissent petit à petit les savanes du continent. De nombreuses espèces animales de grande taille disparaissent alors ; parmi elles les theropithecus, paisibles herbivores des savanes, ont sans doute été des proies faciles pour les premiers chasseurs, car ils étaient moins rapides que des antilopes.

## Liste des sous-espèces
Selon Mammal Species of the World (version 3, 2005)  (4 juillet 2014) :
- sous-espèce Theropithecus gelada gelada[4]
- sous-espèce Theropithecus gelada obscurus, Gélada de l'Est[4]

## Menaces et conservation
Bien que non listés comme espèce en danger, seulement 50 000 à 60 000 géladas ont été recensés. La chasse et la destruction de son habitat ont contraint le gélada à migrer vers des aires autrefois habitées par le Babouin anubis (Papio anubis) et une hybridation entre les deux groupes a été observée. De plus, dans la partie sud du plateau Amhara, les mâles gélada sont tués tous les deux ans dans le but d'utiliser leurs crinières dans une cérémonie de passage à l'âge adulte[réf. souhaitée]. La perte régulière de la plupart de la population mâle adulte a perturbé la démographie de l'espèce.